# Bebeco Garcia
José Francisco Mello Garcia, mais conhecido pelo seu nome artístico, Bebeco Garcia (Rio Grande, 11 de outubro de 1953 - Porto Alegre, 19 de maio de 2010), foi um cantor, guitarrista e compositor brasileiro. Fundador da banda Garotos da Rua, uma das mais expressivas bandas gaúchas dos anos 1980, alcançou sucesso nacional com músicas como Eu Já Sei, Tô de Saco Cheio e Meu Coração Não Suporta Mais.

## Biografia

### Vida Pessoal
No total Bebeco Garcia tem 04 filhos.
•Pedro Garcia
•João Garcia
•Marina Garcia 
•Dolores Garcia

### Origens
Bebeco Garcia nasceu em Rio Grande no dia 11 de outubro de 1953. Em sua cidade natal tocou com a banda A Farinha do Bruxo mas logo mudou-se para Porto Alegre, onde fez parte da banda A Barra do Porto, juntamente com o músico Mutuca. Em 1982 gravou com Mutuca & Amigos nos estúdios da ISAEC, ao lado do baterista Edinho Galhardi e do baixista Flávio Chaminé. Em 1983 Bebeco participou da gravação de Risco no Céu, LP de Carlinhos Hartlieb, como co-autor e guitarrista da música Nós Que Ficamos Sós, feita para John Lennon que há pouco tempo havia sido assassinado.

### Garotos da Rua
Em julho de 1983 Bebeco, Edinho Galhardi, e o baixista Mitch Marini fundaram a banda Garotos da Rua, inicialmente tocando como a banda da casa no bar Rocket 88, um reduto do rock and roll de propriedade de Mutuca. A primeira demo do grupo, Sabe o Que Acontece Comigo? foi gravada seis meses depois, com a entrada do baixista Geraldo Freitas e do guitarrista Justino Vasconcelos. Em seguida os Garotos da Rua iniciaram uma série de shows em Porto Alegre e percorreram mais de 50 cidades do Rio Grande do Sul.
No início de 1986 participaram da célebre coletânea Rock Grande do Sul, da qual também fizeram parte os grupos Engenheiros do Hawaii, Defalla, TNT e Replicantes. Ainda naquele ano ficaram conhecidos nacionalmente com a música Tô de saco cheio (Lá em casa continuam os mesmos problemas).O sucesso desta música, além de fazer com que a banda se transferisse para o Rio de Janeiro, incentivou a gravadora RCA a lançar três LPs dos Garotos da Rua entre 1986 e 1988, através do selo Plug, dedicado a revelações do rock brasileiro. 
Empolgados os músicos lançam seu primeiro disco, Garotos da Rua, que inclui Você é Tudo que Eu Quero, Sabe o Que Acontece Comigo?, Babilina e Gurizada Medonha. Em 1987 gravam o disco Dr. em Rock ´n´ Roll, e a música Eu Já Sei alcança grande sucesso em todo o país, ao fazer parte da trilha sonora da novela Mandala, da Rede Globo. 
Em 1990, o grupo participou da trilha sonora da novela Gente Fina da Rede Globo com a música Bagda 40º, tema do personagem Maurício
Em 1992, lançam o sensacional disco ao vivo Blues Climax 900 (Overseas/BMG) gravado no Clube 900 Executivo em Lages, Santa Catarina, onde Bebeco morou por algum tempo anos depois..
A formação original da banda teve fim em 1989 após o lançamento do disco Não Basta Dizer Não, de 1988, mas até 1994 Bebeco manteve o nome Garotos da Rua realizando shows acompanhado por músicos convidados.

### Carreira solo
Em 1997 lançou Aleluia, Aleluia, disco que marcaria a transição do rock para o blues, e que abriu os horizontes para Bebeco que havia encerrado suas atividades com os Garotos 3 anos antes.
A partir de 1999, ano de lançamento de Me Chamam Curto Circuito, Bebeco alternou períodos no Rio de Janeiro, em Porto Alegre e em São Paulo. Neste período lançou álbuns individuais como Bebeco Garcia & O Bando dos Ciganos (2001), Confidencial (2003), sempre acompanhado do Bando de Ciganos, formado pelos músicos Egisto Dal Santo no baixo, primeiramente Pedro Garcia, filho de Bebeco, segurou a batera, depois veio o antigo parceiro da primeira formação de power trio, Garotos da Rua, Edinho Galhardi. Por último e uma obra-prima, Rio Grande Rio Blues (2005). Todos estes discos confirmaram a reputação do músico como um dos melhores guitarristas gaúchos. 
Em 19 de maio de 2010, após uma operação para retirada de um tumor no cérebro no mês anterior, não resistiu às complicações pós-operatórias e faleceu no hospital da PUC-RS  vítima de uma infecção generalizada. Durante seu sepultamento Egisto Dal Santo, seu amigo e parceiro musical, fez uma homenagem ao cantor.

## Obra

### Discografia
- Bebeco Garcia. Rio Grande Rio Blues. Universal Music, 2005.
- Bebeco Garcia. Confidencial. Universal Music, 2003
- Bebeco Garcia & O Bando dos Ciganos. Ao Vivo. GPA/OUVER, 2001.
- Bebeco Garcia. Me Chamam Curto Circuito. Top Cat, 1999.
- Garotos da Rua. HOT 20. BMG, 1999.
- Bebeco Garcia. Aleluia Aleluia. Independente, 1997.
- Garotos da Rua. Blue Climax 900 - AO VIVO (Lages/SC). Overseas/BMG, 1992.
- Garotos da Rua. Bagdá 40º. Independente, 1990.
- Garotos da Rua. Não basta Dizer Não. RCA Victor, 1988.
- Garotos da Rua. Eu já Sei. Single. RCA Victor, 1987.
- Garotos da Rua. Dr. in Rock n' Roll. Plug/RCA Ariola, 1987.
- Garotos da Rua. Garotos da Rua. RCA Victor, 1986.
- Garotos da Rua. Programa. Compacto. ACIT/Polygram, 1985.

## Prêmios e indicações

### Prêmio Açorianos
| Ano  | Categoria                  | Indicação                                    | Resultado |
| ---- | -------------------------- | -------------------------------------------- | --------- |
| 1999 | Disco de Pop/Rock          | Me Chamam Curto Circuito                     | Venceu    |
| 2000 | Instrumentista de Pop/Rock | Bebeco Garcia                                | Indicado  |
| 2001 | Instrumentista de Pop/Rock | Bebeco Garcia                                | Venceu    |
| 2001 | Disco de Pop/Rock          | Bebeco Garcia & O Bando dos Ciganos: Ao Vivo | Indicado  |